# Josefin Neldén
Josefin Neldén (født 17. december 1984 i Göteborg) er en svensk skuespiller. Hun er særligt kendt for sin rolle som Maggan i dramaserien Familien Löwander og for rollen som Petra Karlsson i tv-serien Velkommen til Ängelby.
Neldén er skuespilleruddannet på Wendelsbergs folkhögskola. Hun filmdebuterede i Ulf Malmros' film Tjenare kungen (2005) og fik sin teaterdebut i forestillingen En måste ju leva (2007) på Angereds Teater i Göteborg. 
Ved guldbaggefestivalen 2014 var Neldén nomineret til en Guldbagge for Bedste kvindelige birolle i rollen som Lena i filmen Känn ingen sorg, som er en film baseret på Håkan Hellströms tekster og musik. Mellem 2017 og 2020 medvirkede Neldén i Familien Löwander sendt på SVT og DR. På guldbaggefestivalen 2021 var hun blandt de nominerede til Bedste kvindelige hovedrolle for sin indsats i Psykos i Stockholm, men vandt dog ikke.
I 2020 modtog Josefin Neldén Sten A Olssons kulturstipendium.

## Filmografi
- 2022 - The Head (tv-serie) – medvirkende
- 2021 - Sagan om Karl-Bertil Jonssons julafton – butikskontrollant
- 2020 - Psykose i Stockholm – moderen
- 2019 - 483 dage – Linnéa Schibbye
- 2018 - Grænse – Esther
- 2018 - Vi finns inte längre (kortfilm) – Anna-Karin (stemme)
- 2017-2020 - Familien Löwander (tv-serie) – Margareta "Maggan" Nilsson
- 2017 - Alex (tv-serie) – Maud Kerstinsdotter
- 2016 - Det mest förbjudna (tv-serie) – Katarina, middagsgæst
- 2015-2016 - Min bror kollokungen (tv-serie) – Jossan
- 2015 - Velkommen til Ängelby (tv-serie) – Petra Karlsson
- 2015 - Girls Lost – gymnastiklæreren
- 2014 - Min så kallade pappa – amme
- 2013 - Känn ingen sorg – Lena
- 2013 - Molanders (tv-serie) – pige nr. 1
- 2012 - Viltet (kortfilm) – Sofia
- 2011 - Simon og egetræerne – Mona
- 2011 - Blott du mig älskar (kortfilm) – Katja
- 2010 - Kommissarie Winter (tv-serie) – Mildred
- 2010 - Händelse vid bank (kortfilm) – medvirkende
- 2009 - Stenhuggeren – Mary
- 2009 - 183 dagar (tv-serie) – Linda
- 2008 - Irene Huss – Caroline
- 2007 - Prædikanten – Liese Forster
- 2005 - Tjenare kungen – Abra